# Ural Polarny
Ural Polarny (ros. Поля́рный Ура́л) – najbardziej na północ wysunięta część łańcucha górskiego Ural w Rosji. Stanowi fragment umownej granicy między Europą i Azją. Ciągnie się z północnego wschodu na południowy zachód, od Zatoki Bajdareckiej do górnego biegu rzeki Chułga, za którą znajduje się Ural Subpolarny. Długość tej części Uralu wynosi 380 km. Jej szerokość od 5–7 km w pobliżu szczytu Konstantinow Kameń (462 m) w pobliżu Zatoki Bajdareckiej (od szczytu odchodzi na północny zachód pasmo Paj-Choj) do 125 km (w rejonie pasma Enganepe).
Administracyjnie znajduje się w Jamalsko-Nienieckim Okręgu Autonomicznym i Republice Komi.

## Geografia i geologia
Dolina rzeki Sob dzieli Ural Polarny na dwie części. 
Północna część jest szeroka, niewysoka, przecinają ja poprzeczne doliny o wysokości przełęczy od 200 do 250 m n.p.m. Zachodnie zbocza są bardziej strome niż wschodnie. Występują tu liczne jeziora (największe to Bolszoje Szczucze – 230 km²) oraz niewielkie lodowce, m.in. lodowiec IGAN (długość 1,8 km), MGU (długość 2,2 km) i Dołguszyna (długość 1,4 km). Łącznie istnieje tu około 90 lodowców.
Na południe od rzeki Sob Ural Polarny zwęża się (do 30 km), wysokość przełęczy dochodzi do 500 m. Znajdują się tu najwyższe szczyty: Pajer (1472 m) i  Oczenyrd (1363 m). 
Ural Polarny zbudowany jest z prekambryjskich i paleozoicznych skał metamorficznych z intruzjami skał magmowych.

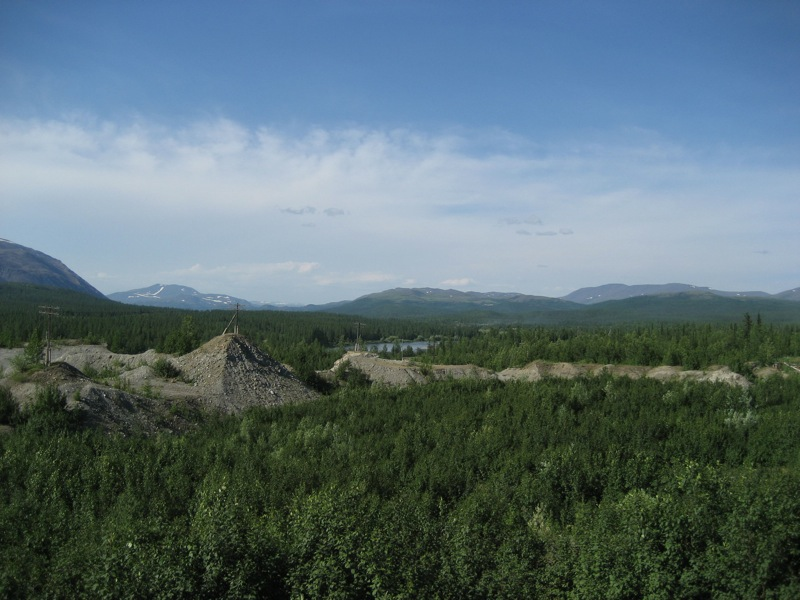
Ural Polarny w pobliżu rzeki Sob

## Klimat
Zimy są długie (od października do kwietnia) i mroźne. Średnia temperatura stycznia -20 °C. Lata są krótkie i zimne, z częstymi przymrozkami. Średnia temperatura lipca ok. 10 °C. Roczne opady wynoszą ok. 800 mm. 

## Przyroda
Północna część Uralu Polarnego pokryta jest kamienistą tundrą, w południowej części na stokach do wysokości 300–400 m tajga.
Największym miastem u stóp Uralu Polarnego jest Workuta.